# Halle Open 1999
L'Halle Open 1999 è stato un torneo di tennis giocato sull'erba. È stata la 7ª edizione dell'Halle Open, che faceva parte della categoria International Series nell'ambito dell'ATP Tour 1999. Si è giocato al Gerry Weber Stadion di Halle in Germania, dal 7 al 13 giugno 1999.

## Campioni

### Singolare
Nicolas Kiefer ha battuto in finale  Nicklas Kulti con il punteggio di 6–3, 6–2

### Doppio
Jonas Björkman /  Patrick Rafter hanno battuto in finale  Paul Haarhuis /  Jared Palmer con il punteggio di 6–3, 7–5